# Wierch-Niejwinskij
Wierch-Niejwinskij – osiedle typu miejskiego w Rosji, w obwodzie swierdłowskim. W 2021 roku liczyło 4745 mieszkańców.

## Nazwa
Wierch-Niejwinskij wzięł swoją nazwę od huty Wierch-Niewińskiego, która działała tutaj w XVIII-XX wieku. Nazwa huty pochodzi od położenia geograficznego — górnego biegu rzeki Nejwa.

## Zabytki i atrakcje
- Cerkiew Zmartwychwstania Chrystusa
- Budynek zarządzania zakładem (obecnie administracja)
- Budynek dawnego szpitala fabrycznego (obecnie ośrodek szkolenia dzieci)
- Budynek dawnego cerkwi św. Mikołaja (obecnie ośrodek kultury)
- Szkoła podstawowa (dawniej szkoła męska)
- Były klub karciany
- Tama zakładu Wierch-Niejwinskiego
- Wieża ciśnień na stacji Wierch-Niejwinsk